# ریییتسه
ریییتسه (به چکی: Ryjice) یک منطقهٔ مسکونی در جمهوری چک است که در Ústí nad Labem District واقع شده‌است. ریییتسه ۱٫۵۹ کیلومتر مربع مساحت و ۲۰۷ نفر جمعیت دارد و ۲۹۰ متر بالاتر از سطح دریا واقع شده‌است.